# Villa Minutoli-Tegrimi
A Villa Minutoli-Tegrimi é um palácio italiano que se encontra na localidade de Vorno, próximo de Capannori, na Província de Lucca.

## História e arquitectura
A construção da villa remonta à primeira metade do século XVII, tendo pertencido à família Tegrimi antes de passar, em meados do século XVIII, para os Minutoli-Tergimi. Cerca de 1860, o parque foi reestruturado, recebendo, grosso modo, o aspecto actual de parque à inglesa com enxertos formais de tradição toscana. 
O edifício tem uma base quadrada e eleva-se por quatro pisos. O caminho de acesso é contornado por ciprestes, levando em linha recta ao portão central. Na fachada, uma escada com dupla rampa, decorada por balaústres e mosaicos rústicos, leva à entrada. Os enquadramentos do portal, as molduras das janelas e a faixa mzrca-piso são em pedra, o que sobressai no reboco dando um efeito movimentado.
Na outra extremidade do caminho, uma pequena praceta antes do portão tem uma forma em semicírculo com assentos e colunas em pedra com sebes de buxo como fundo. Dois caminhos desdobram-se daqui até à escada de dupla rampa e ladeiam uma praceta circular arborizada, enriquecida por árvores de copa alta e por um tanque.
No lado do parque situado atrás da villa encontra-se um prado de forma rectangular com assentos em pedra, circundado por um bosque de azinheiras, enquanto uma rampa relvada desenvolve-se daqui delimitada spro dois muros com pequenas fontes e leva a uma fonte decorada com mosaicos.
Uma outra fonte com mosaicos em seixos polícromos encontra-se no muro de divisão entre o jardim e a horta, em posição lateral em relação à villa. O portão no mesmo muro é suportada por pilastras decoradas em rocaille.
Entre as essências implantadas no jardim, recordam-se magnólias, cedros deodora, palmeiras, azinheiras e um grande plátano colocado nas traseiras da villa.